# 75-та гвардійська танкова дивізія (СРСР)
75-та гвардійська танкова Бахмацька двічі Червонопрапорна ордена Суворова дивізія (75 ТД, в/ч 24537) — військове з'єднання танкових військ Радянської армії, що існувало у 1954—1989 роках. Дивізія створена 27 липня 1954 року, як 14-та гвардійська танкова дивізія на основі 64-ї гвардійської механізованої дивізії у місті Чугуїв, Харківська область. Дивізія відносилась до кадрованих, тому була укомплектована особовим складом і технікою на 25 % (2500 осіб) від штатної чисельності. Від 18 листопада 1954 року вона була перейменована на 14-ту гвардійську важку танкову дивізію. Від 11 січня 1965 року вона була перейменована на 75-ту гвардійську важку танкову дивізію. Від 11 квітня 1965 року переформована на стандартну танкову дивізію й перейменована на 75-ту гвардійську танкову дивізію. Від 1 липня 1989 року згорнуто в 5362-гу базу зберігання озброєння та майна. Розформована в червні 1990 року.

## Історія
Створено 27 липня 1954 року, як 14-та гвардійська танкова дивізія на основі 64-ї гвардійської механізованої дивізії у місті Чугуїв, Харківська область.
Від 18 листопада 1954 року вона була перейменована на 14-ту гвардійську важку танкову дивізію.
Від 11 січня 1965 року вона була перейменована на 75-ту гвардійську важку танкову дивізію.
Від 11 квітня 1965 року переформована на стандарту танкову дивізію й перейменована на 75-ту гвардійську танкову дивізію.
В 1968 році 87-й окремий гвардійський саперний батальйон було перейменовано на 87-й окремий гвардійський інженерно-саперний батальйон.
В червні 1968 року 389-й гвардійський танковий полк було заміщено на 42-й гвардійський танковий полк.
В 1980 році 000 окремий моторизований транспортний батальйон було переформовано на 0000 окремий батальйон матеріального забезпечення.
Від 1 липня 1989 року згорнуто в 5362-гу базу зберігання озброєння та майна.
Розформована в червні 1990 року.

## Структура
Протягом історії з'єднання його структура та склад неодноразово змінювались.

### 1960
- 283-й гвардійський важкий танковий полк (Чугуїв, Харківська область)
- 380-й важкий танковий полк (Чугуїв, Харківська область)
- 389-й гвардійський важкий танковий полк (Чугуїв, Харківська область)
- 577-й зенітний артилерійський полк (Чугуїв, Харківська область)
- 000 окремий гвардійський мотострілецький батальйон (Чугуїв, Харківська область) — колишній 427-й гвардійський мотострілецький полк
- 000 окремий артилерійський дивізіон (Чугуїв, Харківська область)
- 000 окрема розвідувальна рота (Чугуїв, Харківська область)
- 000 окрема саперна рота (Чугуїв, Харківська область)
- 000 окрема рота зв'язку (Чугуїв, Харківська область)
- 136-й окремий навчальний танковий батальйон (Чугуїв, Харківська область)

### 1965
- 283-й гвардійський танковий полк (Чугуїв, Харківська область)
- 380-й танковий полк (Чугуїв, Харківська область)
- 389-й гвардійський танковий полк (Чугуїв, Харківська область)
- 358-й гвардійський мотострілецький полк (Чугуїв, Харківська область)
- 577-й артилерійський полк (Чугуїв, Харківська область)
- 1395-й зенітний артилерійський полк (Чугуїв, Харківська область)
- 000 окремий ракетний дивізіон (Чугуїв, Харківська область)
- 00 окремий розвідувальний батальйон (Чугуїв, Харківська область)
- 87-й окремий гвардійський саперний батальйон (Чугуїв, Харківська область)
- 505-й окремий гвардійський батальйон зв'язку (Чугуїв, Харківська область)
- 000 окрема рота хімічного захисту (Чугуїв, Харківська область)
- 000 окремий ремонтно-відновлювальний батальйон (Чугуїв, Харківська область)
- 000 окремий санітарно-медичний батальйон (Чугуїв, Харківська область)
- 000 окремий моторизований транспортний батальйон (Чугуїв, Харківська область)

### 1970
- 42-й гвардійський танковий полк (Чугуїв, Харківська область)
- 283-й гвардійський танковий полк (Чугуїв, Харківська область)
- 380-й танковий полк (Чугуїв, Харківська область)
- 358-й гвардійський мотострілецький полк (Чугуїв, Харківська область)
- 577-й артилерійський полк (Чугуїв, Харківська область)
- 1395-й зенітний артилерійський полк (Чугуїв, Харківська область)
- 000 окремий ракетний дивізіон (Чугуїв, Харківська область)
- 00 окремий розвідувальний батальйон (Чугуїв, Харківська область)
- 87-й окремий гвардійський інженерно-саперний батальйон (Чугуїв, Харківська область)
- 505-й окремий гвардійський батальйон зв'язку (Чугуїв, Харківська область)
- 000 окрема рота хімічного захисту (Чугуїв, Харківська область)
- 000 окремий ремонтно-відновлювальний батальйон (Чугуїв, Харківська область)
- 000 окремий санітарно-медичний батальйон (Чугуїв, Харківська область)
- 000 окремий моторизований транспортний батальйон (Чугуїв, Харківська область)

### 1980
- 42-й гвардійський танковий полк (Чугуїв, Харківська область)
- 283-й гвардійський танковий полк (Чугуїв, Харківська область)
- 380-й танковий полк (Чугуїв, Харківська область)
- 358-й гвардійський мотострілецький полк (Чугуїв, Харківська область)
- 577-й артилерійський полк (Чугуїв, Харківська область)
- 1395-й зенітний ракетний полк (Чугуїв, Харківська область)
- 000 окремий ракетний дивізіон (Чугуїв, Харківська область)
- 00 окремий розвідувальний батальйон (Чугуїв, Харківська область)
- 87-й окремий гвардійський інженерно-саперний батальйон (Чугуїв, Харківська область)
- 505-й окремий гвардійський батальйон зв'язку (Чугуїв, Харківська область)
- 000 окрема рота хімічного захисту (Чугуїв, Харківська область)
- 000 окремий ремонтно-відновлювальний батальйон (Чугуїв, Харківська область)
- 000 окремий медичний батальйон (Чугуїв, Харківська область)
- 0000 окремий батальйон матеріального забезпечення (Чугуїв, Харківська область)

### 1988
- 42-й гвардійський танковий полк (Чугуїв, Харківська область)
- 283-й гвардійський танковий полк (Чугуїв, Харківська область)
- 380-й танковий полк (Чугуїв, Харківська область)
- 358-й гвардійський мотострілецький полк (Чугуїв, Харківська область)
- 577-й артилерійський полк (Чугуїв, Харківська область)
- 1395-й зенітний ракетний полк (Чугуїв, Харківська область)
- 000 окремий ракетний дивізіон (Чугуїв, Харківська область)
- 00 окремий розвідувальний батальйон (Чугуїв, Харківська область)
- 87-й окремий гвардійський інженерно-саперний батальйон (Чугуїв, Харківська область)
- 505-й окремий гвардійський батальйон зв'язку (Чугуїв, Харківська область)
- 000 окрема рота хімічного захисту (Чугуїв, Харківська область)
- 000 окремий ремонтно-відновлювальний батальйон (Чугуїв, Харківська область)
- 000 окремий медичний батальйон (Чугуїв, Харківська область)
- 0000 окремий батальйон матеріального забезпечення (Чугуїв, Харківська область)

## Розташування
- Штаб (Чугуїв): 49 50 49N, 36 43 50E
- Чугуївські казарми: 49 50 33N, 36 43 39E
- Чугуївські склади: 49 46 55N, 36 44 43E